# Clermont UC
Clermont Université Club was een Franse omnisportvereniging uit Clermont-Ferrand, vooral bekend was om zijn vrouwen-basketbalteam. De club werd opgericht in 1921 als een rugbyclub. In 1964 werd de basketbalafdeling opgericht. Het werd al snel de grote stuwende kracht in het Franse basketbal met het winnen van twaalf nationale kampioenschappen op rij tussen 1968 en 1979 (een record). In 1971 werd Clermont het eerste team van West-Europa dat tot de finale van de EuroLeague Women zou doordringen. Ze verloren van Sovjet-powerhouse TTT Riga. Clermont wist nog vier keer de finale om de EuroLeague Women te bereiken. Ondanks dat ze een van de beste teams waren wisten ze geen van die finales te winnen. Ze verloren in 1973, 1974 en 1977 van TTT Riga en in 1976 van Sparta ČKD Praag. Het laatste succes van Clermont was het winnen van de landstitel van Frankrijk in 1981. In 1985 werd het team ontbonden.

## Erelijst
- Landskampioen Frankrijk: 13
  - Winnaar: 1968, 1969, 1970, 1971, 1972, 1973, 1974, 1975, 1976, 1977, 1978, 1979, 1981
- EuroLeague Women:
  - Runner-up: 1971, 1973, 1974, 1976, 1977